# Рошен
„Рошен“ (латинизирано име на бранда: Roshen) е украинска корпорация за сладкарски изделия, сред най-големите в света.
През 2012 г. заема 18-о място в рейтинга Candy Industry Top 100 („100-те най-големи в сладкарския бизнес“). Според други източници е на 15-о място по значимост сред фирмите за захарни изделия в света.
Централният офис на компанията се намира в Киев. Освен украински в състава на корпорацията влизат руски, литовски, унгарски, казахстански и китайски подразделения.
Названието „Рошен“ е образувано чрез отпадане на първата и последната сричка от фамилията на основателя на корпорацията – Петро Порошенко.

## Дейност
Корпорацията „Рошен“ произвежда над 200 наименования от следните видове захарни изделия:
- шоколади;
- шоколадови, карамелени и желирани бонбони;
- печива (кексове, торти);
- бисквити;
- вафлени изделия.

Общият обем на производството през 2013 г. е 450 000 тона.
- Новогодишна украса на фабриката в Киев
- Магазин „Рошен“